# 에이사 곤살레스
에이사 곤살레스(스페인어: Eiza González, 1990년 1월 30일 ~ )는 멕시코의 배우, 가수, 작곡가 및 모델이다. 멕시코의 뮤지컬 텔레노벨라 《롤라, 에라세 우나 베스》에서 데뷔 후 첫 배역인 롤라 발렌테 역으로 인기를 얻었다. 또한 니켈로디언의 청소년 드라마 《수에냐 콘미고》에서 주연 클라라 몰리나 역을 연기하기도 했다. 곤살레스는 미국의 공포 드라마 《황혼에서 새벽까지: 더 시리즈》 (2014–2016)에서 산타니코 펜디모니엄 역으로 출연하며 더욱 성공을 거뒀다. 또한 액션 범죄 영화 《베이비 드라이버》에서 모니카 "달링" 카스텔로 역과 사이버펑크 액션 영화 《알리타: 배틀 엔젤》 (2019)에서 니시아나 역으로도 알려졌다.

## 어린 시절
멕시코 멕시코시티에서 태어났다. 곤살레스는 전직 멕시코 모델 글렌다 레이나 (Glenda Reyna)의 외동딸이다. 친아버지인, 카를로 곤살레스는 에이사가 12살 때 오토바이 사고로 사망했으며, 그는 아버지의 죽음이 자신의 생애에 큰 영향이었다고 언급했다. 오빠인 율렌 (Yulen)이 있으며, 열두 살 나이가 많다. 에이사는 멕시코시티에 위치한, 사립 이중언어 학교 에드론 아카데미와 멕시코 스쿨 파운데이션 두 곳을 다녔다. 16살 때인 2007년에 청소년 텔레노벨라 《롤라, 에라세 우나 베스》에 주인공으로 캐스팅 되기에 앞서 텔레비사의 연기 학교, 센트로 데 에듀카시온 아르티스티카의 3년 과정 중 2년을 마쳤다.

## 연기 경력

### 2007–2009: 경력 시작
2003년부터 2004년 내내, 곤살레스는 유명 배우 파트리시아 레예스 스피놀라가 운영하는 멕시토시티의 연기 학교 M&M 스튜디오에서 연기 수업을 들었다. 14살 때, 멕시코시티에 있는 텔레비사의 유명 연기 학교인, 센트로 데 에듀카시온 아르티스티카를 다녔다. 학교를 다니는 동안, 라틴 팝 밴드 RBD로 성공을 거둔 걸로 유명한 제작자 겸 감독 페드로 다미안의 눈에 띄었다. 2년 뒤에, 다미안은 곤살레스를 아르헨티나의 유명한 어린이 텔레노벨라 《플로리시엔타》의 리메이크 작에 캐스팅시켰다. 곤살레스는 《롤라, 에라세 우나 베스》에서 여자 주인공 롤라 발렌테를 연기했다. 그 프로그램은 2006년 말에 촬영이 시작되어 2007년 2월 26일에 방영되었고, 라틴 아메리카 지역과 미국 등 여러 나라들에서 방영되었다. 《롤라 , 에라세 우나 베스》를 마친 후, 곤살레스는 어머니와 함께, 2008년 봄 뉴욕시로 가서, 리 스타스버그 극단 및 영화 기관에서 세 달 짜리 코스를 잠시 다녔다. 같은 해 가을 초에 멕시코시티로 돌아왔다.
2009년 4월에, 유명 범죄 드라마 《무헤레스 아세시나스》에서 시즌 두 번째 조연으로서 캐스팅 되었다. 그는 적대적인 십대를 연기한, 에피소드 〈Tere, Desconfiada〉에서, 멕시코 배우 수사나 곤살레스와 같이 출연했다. 곤살레스는 자신의 첫 솔로 앨범 《Contracorriente》의 발매를 준비하는 동안, 캐스팅 소식을 들었다고 밝혔다.
2010년에, 니켈로디언은 곤살레스가 청소년 시트콤 《수에나 콘미고》에 출연할 것이라 하였고, 프로그램에서 곤살레스는 클라라 몰리나와 록시 팝을 연기했다. 해당 배역 때문에, 곤살레스는 2010년 4월 영화 촬영을 하러 부에노스아이레스에 가서, 1년 간을 거주한 뒤, 드라마 제작 기간 휴식 시에 멕시코시티로 돌아갔다. 2011년 2월에 촬영을 마치자, 곤살레스는 멕시코시티로 돌아왔다. 해당 프로그램은 니켈로디언과 텔레비사가 제작했고, 2010년 7월 20일 라틴 아메리카와 유럽에서 방영됐다. 아르헨티나에서의 성공으로, 곤살레스는 2011년 3월부터 7월까지 아르헨티나 전역에서 몇 차례 공연을 했다.
2012년에, 곤살레스는 알레한드로 수힉이 연출한 코미디 드라마 영화 《Casi 30》을 촬영했다. 곤살레스는 영화의 주인공인 에밀리오와 사랑에 빠지는 18살 발레 연습생 크리스티나 역을 연기했다. 이 영화는 곤살레스의 영화 무대 데뷔작이다. 2013년에, 영화는 멕시코의 일부 영화제에서 시사회를 가졌으며, 2014년 8월 22일 멕시코 전역에서 개봉했다.
2012년, 곤살레스는 TV 아즈테카의 드라마 《아모르 엔 쿠스토디아》의 리메이크작인, 텔레비사 드라마 《아모레스 베르다데로스》에 출연했다. 해당 드라마는 2012년 9월 3일에 방영했다. 본래, 멕시코 제작자 페드로 토레스는 곤살레스에게 자신이 연출하는 미국 드라마 《가십걸》의 멕시코 리메이크작, 《가십걸 아카풀코》에서 주연인 소피아 로페스 아로를 제안했다. 곤살레스는 그 배역을 받아들이는 걸로 고려했지만, 《아모레스 베르다데로스》의 촬영 일정 때문에 거절했다.

### 2013–현재: 영어 배역으로 전환
2013년 8월 말에, 곤살레스는 연기 경력을 더욱 펼치기 위해 로스엔젤레스로 이주했다. 2013년 9월에, 곤살레스는 영화 감독 아드리안 세르반테스의 영화 《All Hail the Squash Blossom Queen》에 캐스팅 되었다. 해당 영화는 《해리 포터》 영화 시리즈의 보니 라이트가 출연할 예정이었으며, 곤살레스는 그 영화에서 "브리타니" 역을 연기할 것으로 전망되었다. 2015년에 곤살레스가 맡은 배역을 다시 뽑으면서, 영화 제작에서 하차했다.
2013년 11월에, 로버트 로드리게스가 제작하는 드라마 《황혼에서 새벽까지: 더 시리즈》에 캐스팅 됐다는 것이 알려졌다. 곤살레스는 원작 영화에서 셀마 헤이엑이 연기했던 산타니코 판디모니엄을 연기한다. 그 배역은 곤살레스의 첫 영어를 말하는 배역이었으며, 그는 또한 드라마의 홍보 프린트물에 중요한 부분을 맡기도 했다. 이 드라마는 로드리게스가 자신의 케이블 채널 엘 레이 네트워크에서 방영을 목적으로 제작 되었다. 곤살레스는 드라마 첫 번째 시즌 촬영을 위해 오스틴으로 거처를 옮겼다. 미국에서 공개된 이후, 이 프로그램은 넷플릭스에서 영국, 캐나다, 오스트레일리아, 유럽, 라틴 아메리카 등 전세계에 스트리밍 서비스를 하기 시작했다. 2014년 3월 26일, 엘 레이에서 시즌 2 제작이 확정되었다. 2014년 8월 12일, 곤살레스는 멕시코시티에 있는 세계 무역 센터에서 열린 MTV 밀레니얼 어워드에서 사회를 맡았다. 2015년 3월, 곤살레스와 황혼에서 새벽까지 출연진들은 두 번째 시즌 촬영을 위해 오스틴으로 돌아왔다.
곤살레스는 2017년에 개봉한 액션 영화 《베이비 드라이버》에 "달링" 역으로 출연했다.

## 그외 활동 계획
곤살레스는 수 많은 브랜드들의 모델로 활동했다. 2008년에, 멕시코에서 화장품 브랜드 에이번의 색채 트렌드 새 모델로 선정되었다.2009년에는 스킨케어 브랜드 Asepxia 광고를 촬영했다.
곤살레스는 2015년 2월에 뉴트로지나의 스킨케어 라인의 새로운 홍보 모델로서 소개되었다. 그는 해당 브랜드 광고를 위해 스페인어와 영어로 광고 촬영을 했다.
《롤라, 에라세 우나 베스》에서 데뷔 성공을 거둔 후, 2008년 말에 EMI 텔레비사와 단독 아티스트로서 본인의 앨범을 녹음하기로 계약했다. 영어로는 《Counter-current》라고도 하는, 곤살레스의 데뷔 앨범, 《Contracorriente》의 녹음이 2008년 가을에 시작되었으며, 로스엔젤레스, 텍사스, 멕시코시티에서 녹음했다. 2009년 11월 24일 멕시코에서 발매되었고, 미국에서는 2010년 1월 26일에 발매되었다. 해당 앨범의 유일한 싱글, 〈Mi destino soy yo〉는 2009년 10월 20일 멕시코에서 발매됐다. 싱글 앨범 홍보를 위하여, 멕시코 전역의 음악제와 콘서트에서 공연을 했다. 아르헨티나에서 《수에나 콘미고》의 음악 투어 때문에, 곤살레스는 더이상의 앨범 투어나 두 번째 싱글 발매를 할 수가 없었다.
2011년 6월, 곤살레스는 자신의 두 번째 솔로 음반 제작 및 녹음에 집중하고 싶다고 밝혔다. 또한 2011년의 남은 기간을 새로운 음악 작업에 보낼 계획이고 음반 작업을 마칠 때까지 영화나 텔레비전 활동을 하지 않을 거라고 했다. 2012년 1월에 두 번째 음반 작업을 완료했다. 두 번째 음반은 멕시코시티, 텍사스, 도미니카 공화국에서 녹음됐다.
첫 싱글인 〈Te Acordarás de Mí〉는 2012년 4월 16일 멕시코, 2012년 5월 22일 미국에서 아이튠즈를 통해 디지털 다운로드로 발매됐다. 이번 싱글은 곤살레스와 싱어송라이터 알레한드라 알베르티, 카를로스 라라가 멕시코시티에서 공동 작사했다. 두 번째 정규 음반인 《Te Acordarás de Mí》는 2012년 6월 12일 멕시코에서 실제 음반과 디지털 포맷으로 발매되었고, 같은 날 미국 아이튠즈에서 디지털 포맷으로 발매됐다. 해당 음반은 12개의 곡으로 구성되며, 곤살레스는 그 중 세 곡을 공동 작곡했다. 《Te Acordarás de Mí》는 멕시코 음악 차트에서 66위로 데뷔했다. 〈Invisible〉이 두 번째 싱글 음반로 발표되었고, 2012년 8월 1일 멕시코 라디오에서 공개됐다.

## 사생활
2013년 8월 말, 곤살레스는 로스앤젤레스에서 살았다. 영어, 스페인어를 유창하게 구사하고 이탈리아어도 조금 할 수 있다. 《황혼에서 새벽까지: 더 시리즈》에 같이 출연하는 배우 D.J. 코트로나와 2014년부터 2016년까지 사귀었다. 2015년 9월에, 15살부터 20살까지 아버지의 죽음 때문에 우울증과 폭식 장애를 겪었다고 밝혔다.

## 출연 작품

### 영화
| 연도 | 제목                   | 배역                   | 비고          |
| ---- | ---------------------- | ---------------------- | ------------- |
| 2008 | 호튼                   | 제시카 퀼리건          | 스페인어 더빙 |
| 2013 | 크루즈 패밀리          | 이프 크루드            | 스페인어 더빙 |
| 2014 | 카시 트리엔타          | 크리스티나             |               |
| 2015 | 젬 앤 더 홀로그램      | 셰일라 "제타" 번즈     |               |
| 2017 | 베이비 드라이버        | 모니카 "달링" 카스테요 |               |
| 2018 | 웰컴 투 마웬           | 카랄랄라               |               |
| 2019 | 파라다이스 힐스        | 아마르나               |               |
| 2019 | 알리타: 배틀 엔젤      | 니시아나               |               |
| 2019 | 분노의 질주: 홉스 & 쇼 | 마담 M                 |               |
| 2020 | 블러드샷               | 케이티                 |               |
| 2020 | 컷 스롯 시티           | 루신다 발렌시아        |               |
| 2020 | 퍼펙트 케어            | 프랜                   |               |
| 2021 | 고질라 vs. 콩          | 마야 시몬스            |               |
| 2022 | 앰뷸런스               | 캠 톰슨                |               |
| 2024 | 언젠틀 오퍼레이션      | 마조리 스튜어트        |               |
| 2025 | 젊음의 샘              | 에스메                 |               |
| 2025 | 인 더 그레이           | 소피아                 |               |

### 텔레비전
| 연도      | 제목                         | 배역                        | 비고  |
| --------- | ---------------------------- | --------------------------- | ----- |
| 2007–2008 | 롤라, 에라세 우나 베스       | 돌로레스 "롤라" 발렌테      | 224편 |
| 2008-2009 | 마냐나 에스 파라 시엠프레    | 세실리아 아코스타 데 엘사데 | 주연  |
| 2010–2011 | 수에냐 콘미고                | 클라라 몰리나 / 록시 팝     | 150편 |
| 2012–2013 | 아모레스 베르다데로스        | 니키 브리쯔 발파네라        | 181편 |
| 2014–2016 | 황혼에서 새벽까지: 더 시리즈 | 산타니코 팬디모니엄         | 30편  |
| 2023      | 2050: 벼랑 끝 인류           | 엘로디                      |       |
| 2024      | 삼체                         | 오거스티나 살라자르         |       |

### 연극
| 연도 | 제목                     | 배역     |
| ---- | ------------------------ | -------- |
| 2008 | Hoy no me puedo levantar | 카메오   |
| 2012 | I Love Romeo y Julieta   | 줄리에타 |

## 음반
- Contracorriente (2009)
- Te acordarás de mí (2012)